# Parque nacional de Pacaás Nuevos
El Parque Nacional de Pacaás Novos está localizado en la región central de Rondonia, Brasil, extendiéndose por los municipios de Guajará-Mirim, Nova Mamoré, Campo Novo, São Miguel do Guaporé, Monte Negro, Governador Jorge Teixeira, Alvorada d'Oeste y Mirante da Serra, en el área de la Sierra de los Pacaás Novos, dentro de las coordenadas. 
Fue creado por el Decreto Federal Nº 84.019 de 21 de septiembre de 1979. Con la ocupación acelerada de la nueva frontera agrícola representada por el Estado de Rondonia, iniciada en la década de 1970, se volvió imprescindible la protección de parte de sus recursos naturales. En ese sentido la creación del parque resultó de estudios desarrollados en 1978 en el ámbito de los extintos IBDF (Instituto Brasileiro de Desenvolvimento Florestal) y SUDECO (Superintendência de Desenvolvimento do Centro Oeste), con los objetivos específicos de preservar muestras representativas de los ecosistemas de la región de transición entre el Cerrado y la Selva Amazónica, más allá de áreas donde se encuentran dos especies raras de la familia Podocarpaceae (Podocarpus raspiliosii y Podocarpus selovii), de ocurrencia restringida en la Amazonia. El parque tiene un superficie total de 764.801 ha y su plano de manejo fue elaborado en 1984.